# Julia Koch

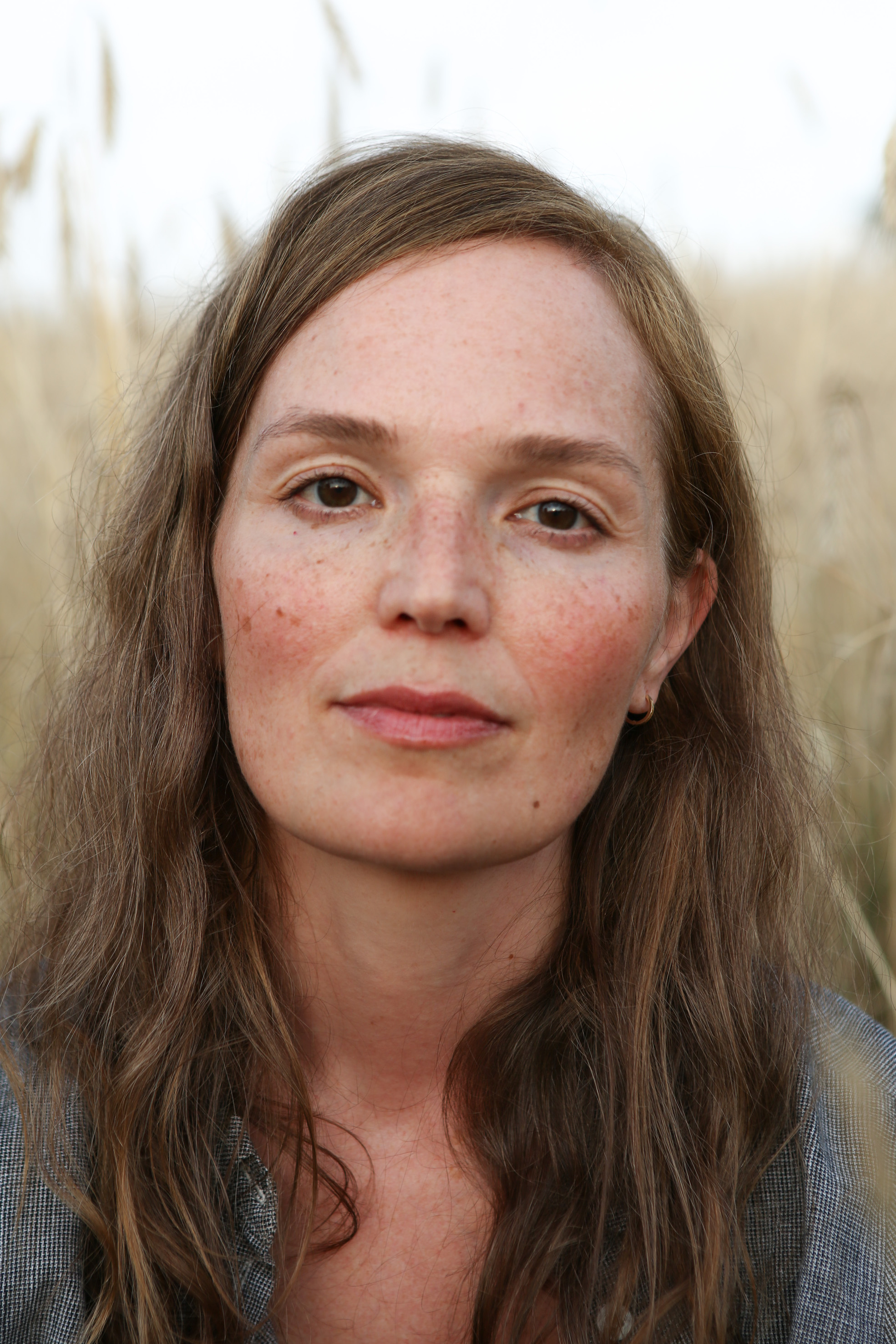
Julia Koch (2024)

Julia Koch (* 1980 in Lustenau, Vorarlberg) ist eine österreichische Schauspielerin.

## Leben und Karriere
Julia Koch ist in Vorarlberg aufgewachsen. Nach abgeschlossener Schauspielausbildung von 1999 bis 2003 am Schauspielstudio Wien gründete sie u. a. mit Vitus Wieser gemeinsam das Wiener Off-Theater „Blackbox“, in dessen Theaterproduktionen sie jahrelang in einer Vielzahl an Hauptrollen auftrat. Es folgte ein Aufenthalt in Los Angeles, der Auftakt zu Julia Kochs Start in der Filmbranche war. Seither wirkte sie in zahlreichen Kurzfilmen mit und stand für TV- und Kinoproduktionen in Österreich und Deutschland vor der Kamera. Ihre Rolle der Sophie Landner im prämierten ORF/ARTE Landkrimi „Das letzte Problem“ (R.: Karl Markovics; Buch: Daniel Kehlmann) wurde für eine Fortsetzung als Hauptrolle etabliert. Für deren Darstellung im zweiten Teil des Vorarlberger Landkrimi „Das Schweigen der Esel“ gewann Julia Koch den Preis "Beste Darstellerin" beim Deutschen Fernsehkrimifestival.

## Filmografie (Auswahl)
- 2012: Batesian (R.: Sabina Kufner und Julia Sternthal)
- 2012: Oktober November (R.: Götz Spielmann)
- 2013: Lärm und Stille (R.: Johannes Hoss)
- 2013: Alles Fleisch ist Gras
- 2014: Soko Kitzbühel
- 2015: Jack (R.: Anna-Sophie Brandstätter)
- 2016: Was hat uns bloß so ruiniert
- 2016: Cupido (R.: Lisa Hasenhütl)
- 2017: Die Toten vom Bodensee
- 2018: Meiberger – Im Kopf des Täters
- 2018: Soko Kitzbühel
- 2019: Landkrimi: Das letzte Problem (Fernsehreihe)
- 2019/20: Absprung
- 2020: Der Alte
- 2021: Roads not Taken (R.: Kat Rohrer)
- 2021: Aufnahmen einer Wetterkamera (R.: Bernhard Wenger)
- 2023: Landkrimi: Das Schweigen der Esel (Fernsehreihe)
- 2023: SOKO Linz – Schattenspiele (R.: Claudia Jüpptner-Jonstorff)
- 2024: Der Geier – Die Tote mit dem falschen Leben
- 2024: Die Toten von Salzburg – Süßes Gift
- 2024: Ewig Dein (Fernsehfilm)
- 2024: Aus dem Leben (Fernsehfilm)
- 2024: Landkrimi: Steirermord (Fernsehreihe)
- 2025: Der Geier – Freund oder Feind

## Hörspiele (Auswahl)
- 2021: Dominik Barta: Vom Land (Rosalie) – Bearbeitung und Regie: Elisabeth Maria Weilenmann (Hörspielbearbeitung – ORF)

(Quelle: ARD-Hörspieldatenbank)

## Auszeichnungen
- 2023: Deutsches Fernsehkrimi-Festival – Sonderpreis Beste Darstellerin für Das Schweigen der Esel[9]